# Seychelles Unite
Seychelles Unite (in inglese: United Seychelles) è un partito politico delle Seychelles fondato nel 1964 da France-Albert René. Ha mutato più volte la propria denominazione:
- Partito Unito del Popolo delle Seychelles (in inglese: Seychelles People's United Party - SPUP), dal 1964 al 1976;
- Fronte Progressista del Popolo delle Seychelles (in inglese: Seychelles People's Progressive Front - SPPF), dal 1976 al 2009;
- Partito del Popolo (in kreol: Parti Lepep), dal 2009 al 2018.

Il partito è stato al governo ininterrottamente dal 1977 al 2020; dal 1977 al 1991 è stato l'unico partito legale delle Seychelles. A livello organizzativo, è retto da un comitato esecutivo centrale.
I principali membri del partito sono France-Albert René, James Michel (attuale leader ed ex presidente), Danny Faure (attuale presidente), Guy Sinon, Jacques Hodoul (ex ministro degli esteri e principale ideologo del partito), Joseph Belmont (ex vicepresidente) e Maxime Ferrari (ex fedelissimo di Renè e in seguito passato all'opposizione).
Durante l'era del regime monopartitico il partito è stato finanziato da paesi come la Tanzania, l'Algeria, la Libia e la Germania Est.
Il partito mantiene branche in ciascun distretto elettorale e utilizza un estensivo sistema di patrocinio; durante le elezioni parlamentari del 2011 il partito ha vinto l'88,56% del voto popolare e 31 seggi nell'assemblea nazionale.
Nel 2020 ha perso le elezioni contro l'Unione Democratica delle Seychelles.

## Loghi

SPUP (in seguito, SPPF)
Parti Lepep
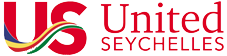
United Seychelles